# Szczyrbskie Zęby

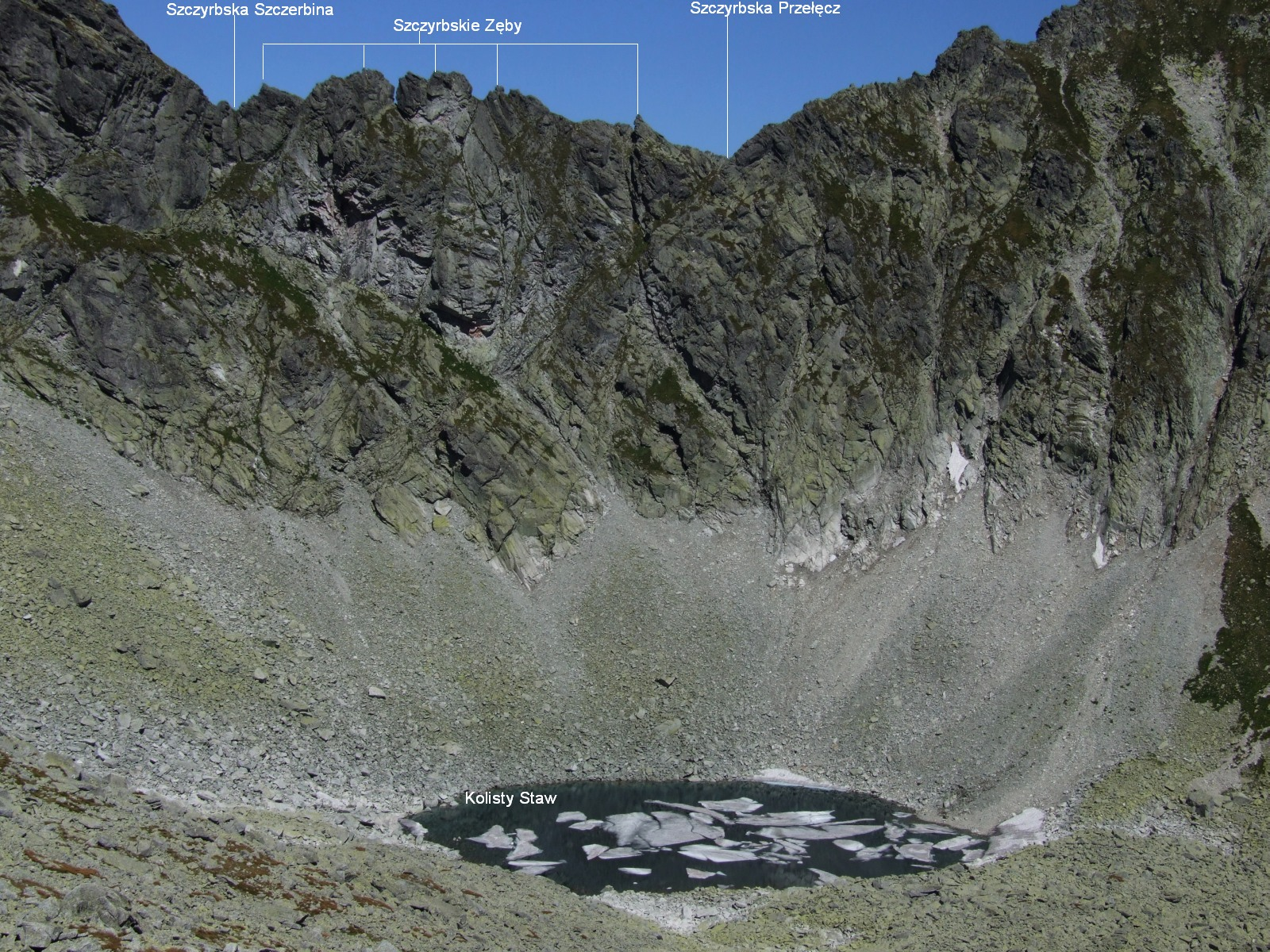
Kolisty Staw i Szczyrbskie Zęby

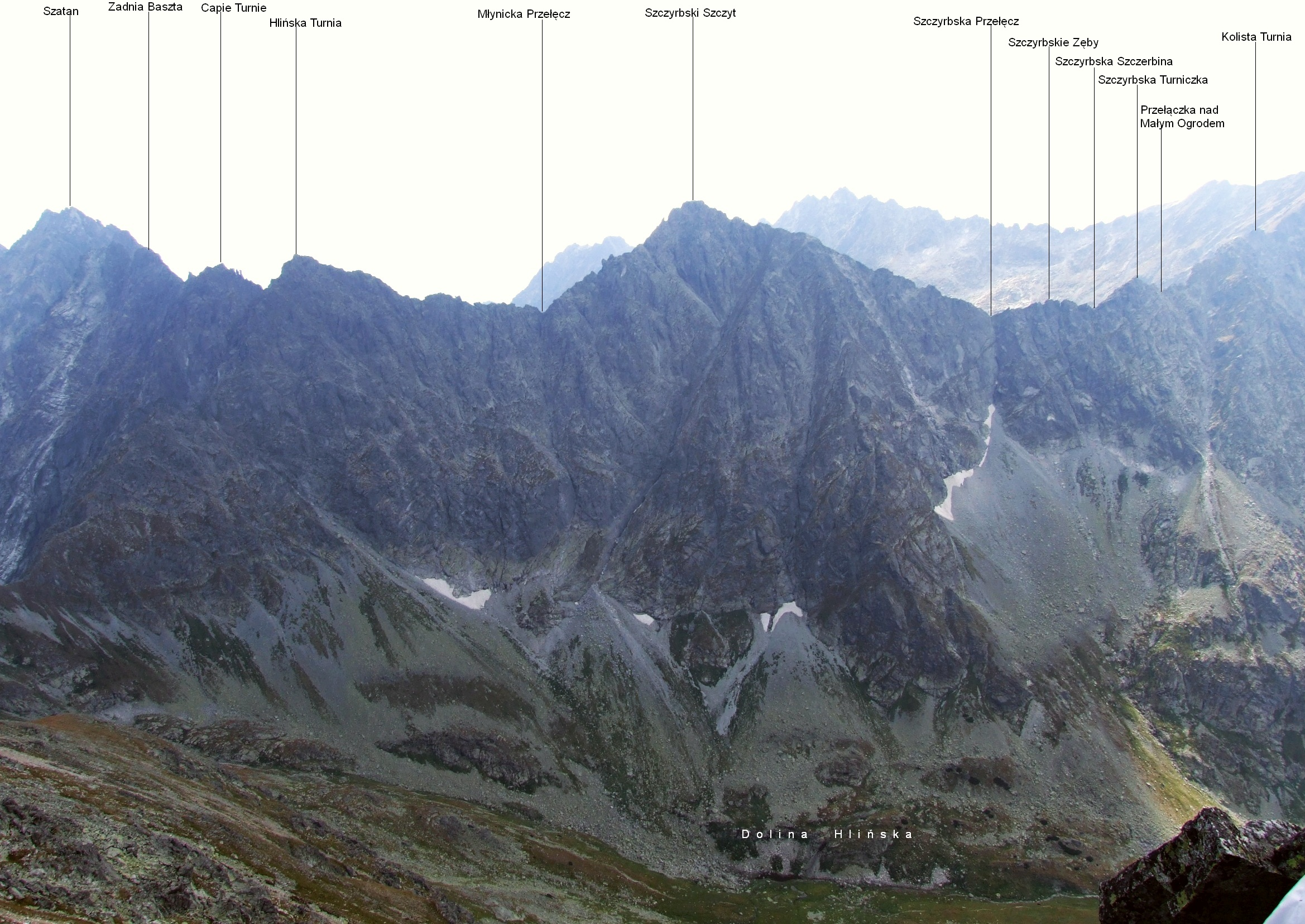
Widok z Koprowego Wierchu

Szczyrbskie Zęby (niem. Tschirmer Zacken, słow. Štrbské zuby, węg. Csorbai-fogak) –  postrzępiona część grani między  Szczyrbską Przełęczą (2234 m), a Szczyrbską Szczerbiną (2242 m) w głównej grani odnogi Krywania w słowackich Tatrach Wysokich. Jest w niej 5 skalnych zębów (najwyższy środkowy – 2255 m) i 4 przełączki między nimi. Najbardziej charakterystyczna jest bardzo wąska i głęboko wcięta szczerbinka w środkowej części, między dwoma pionowymi uskokami.
Na północną stronę ze Szczyrbskich Zębów do kotła lodowcowego o nazwie Mały Ogród opada ściana o wysokości około 150 m. Jest urzeźbiona filarkami opadającymi z każdego skalnego zęba i kominkami opadającymi z przełączek między nimi. Najwybitniejszy jest kominek opadający z najbardziej wschodniej szczerbinki. Na południe, do Szczyrbskiego Kotła opada ściana niższa, ale bardziej stroma, w prawej (patrząc od dołu) części przecięta wznoszącym się skośnie w prawo zachodem. W ścianach nad tym zachodem tym zwisają okapy, które zagrażają taternikom, gdyż w każdej chwili mogą się oberwać.
Autorem nazwy tej formacji skalnej jest Władysław Cywiński.

## Drogi wspinaczkowe
1. Prawą częścią południowej ściany; IV w skali tatrzańskiej, czas przejścia 1 godz.
2. Lewym żebrem południowej ściany (z Małego Ogrodu); 0+, 45 min[3].